# Hexatoma (Eriocera) paenulatoides
Hexatoma (Eriocera) paenulatoides is een tweevleugelige uit de familie steltmuggen (Limoniidae). De soort komt voor in het Oriëntaals gebied.